# Scribonii
La gens Scribonia était une famille plébéienne de la Rome antique. Les membres de cette gens apparaissent pour la première fois dans l'histoire à l'époque de la Seconde Guerre punique, mais le premier des Scribonii à obtenir le consulat fut Gaius Scribonius Curio en -76 

## Origine
Le nomen Scribonius appartient à une grande classe de gentilicia dérivé de cognomen se terminant par -o, dont la plupart étaient d'origine plébéienne. La racine du nom est scribo, un écrivain.

## Praenomen
Les seuls praenomina connus pour avoir été utilisés par les principales familles des Scribonii sont Lucius, utilisé par les Scribonii Libo, et Gaius, utilisé par les Curio. Les autres praenomen sont pratiquement inexistants parmi les Scribonii apparus dans l'histoire; la seule exception est Marcus, trouvé parmi un ou deux des Libo ultérieurs, qui semblent l'avoir adopté des Livii.

## Branches et cognomen
Les deux principales familles des Scribonii sous la République portaient les cognomina Libo et Curio. D'autres cognomen se retrouvent sous l'Empire.
Libo, le seul cognomen des Scribonii à apparaître sur les pièces de monnaie, est apparemment dérivé de libere, à saupoudrer ou à verser, et était probablement donné à un ancêtre de la famille qui versait des libations. Les Scribonii Libo ont longtemps été associés à une structure sacrée du forum connue sous le nom de Pueal Scribonianum ou Puteal Libonis, fréquemment représentée sur leurs pièces de monnaie. Ainsi appelée parce qu'elle ressemblait à un puteal, ou tête de puits, la structure renfermait un «bidental», un endroit qui avait été frappé par la foudre, ou dans une tradition l'endroit où se trouvait la pierre à aiguiser de l'augure Attius Navius, à l'époque de Tarquin l'Ancien. Le Puteal Scribonianum a été consacré par l'un des Scribonii Libo, probablement soit le préteur de -204, soit le tribun de la plèbe de -149. Il a été rénové par Lucius Scribonius Libo, soit le préteur de -80, soit son fils, le consul de -34.
Curio est devenu héréditaire dans une branche des Scribonii après que le premier de la famille ait été choisi curio maximus en -174,.

## Membres sous la République

### Scribonii Libo
- Lucius Scribonius Libo, (v-245 - ap.-204), tribun de la plèbe en -216, préteur peregrin en -204[7],[8];
  - Lucius Scribonius Libo, (v.-225 - ap.-186), édile curule en -194, préteur peregrin en -192, triumvir Colonia deductio en -186[9];
    - Lucius Scrinbonius Libo, (v.-180 - ap.-149), tribun de la plèbe en -149[10],[11],[12],[13];
      - (Scribonius Libo), (v.-150 - ?);
        - Lucius Scribonius Libo, (v.-120 - ap.-80), préteur en -80[14];
          - Lucius Scribonius Libo, (v.-92 - ap.-29), questeur en -61, consul en -34, devint patricien en -29[15],[16],[17],[18],[19],[20],[21],[22];
            - Scribonia, (v.-55 - -39/8), épousa Sextus Pompée.
            - Marcus Livius Drusus Libo, (v.-50 - ap.-15), fils adoptif de Marcus Livius Drusus Claudianus, consul en -15 [23],[24]
              - (Livia Scriboniana), (v.-25 - ?), épouse de Marcus Furius Camillus;
              - ? Quintus Caecilius Drusus Libo, fils adoptif d'un Quintus Caecilius?;

            - Lucius (Scribonius Libo), (v.-45 - ?);
              - Lucius Scribonius Libo, (v.-18 - ap.16), consul en 16[25],[26],[27].
                - Scribonia, (v.5 - 47/8), épouse de Marcus Licinius Crassus Frugi[28],[29]
                - Lucius Scribonius Libo, (v.10 - ap.41/7), conservateur des rives du Tibre sous le règne de Claude[30].

              - Marcus Scribonius Libo Drusus, (v.-15 - 16), préteur en 16, fut accusé de révolte contre l'empereur Tibère, fils adoptif de son oncle Drusus Libo[31],[32],[25],[33].

          - Scribonia, (v.-76 - ap.-16), épouse un consulaire inconnu, puis Cnaeus Cornelius Lentulus Marcellinus, puis Auguste [34],[35],[36],[37],[38]

### Scribonii Curiones
- Caius Scribonius Curio, (v.-230 - ap.-174), préteur urbain en -193[39],[40];
  - Caius Scribonius (Curio), (v.-210 - ap.-181), praefectus en -181[41],
    - ? Caius Scribonius (Curio), (v.-180 - ap.-154), triumvir monétaire en -154;
      - Caius Scribonius Curio, (v.-160 - ap.v.-121), préteur vers -121, orateur [42],[43];
        - Caius Scribonius Curio, (v.-120 - -53), consul en -76, proconsul de Macédoine, censeur, pontife [44],[45],[46],[47],[48],[49],[50],[51],[52],[53],[54];
          - Caius Scribonius Curio, (v.-80 - -49), propréteur de Sicile, pontife [55],[56],[57],[58],[59],[60],[61],[62],[63],[64],[65];
            - Caius Scribonius Curio, (v.-55 - 8/-31), fut mis à mort par Octave après la bataille d'Actium[66],[67].

## Membres sous le Principat

### Scribonii Proculi
- Scribonius Proculus, (v.-5 - 40), sénateur romain exécuter sur ordre de ses paires [68];
  - Publius Sulpicius Scribonius Proculus, (v.15/20 - 67), consul suffect en 56[69],[70];
  - Publius Sulpicius Scribonius Rufus, (v.20 - 67), consul suffect en 56[69],[70];

### Autres
- Scribonius Aphrodisius, grammairien latin, avait été esclave du grammairien Lucius Orbilius Pupillus, mais fut acheté par Scribonia, l'épouse d'Auguste, qui lui rendit sa liberté[71].
- Scribonius, un usurpateur qui tenta brièvement de s'emparer du trône du royaume du Bosphore vers 16 av. J.-C., en prétendant être un descendant de Mithridate. Sa tromperie fut bientôt découverte et il fut mis à mort[72],[73].
- Scribonius Largus, (v. 1 - v. 50), médecin de Claude, qu'il accompagna en Grande-Bretagne, et auteur du De Compositione Medicamentorum, cité par Galien, ainsi que de plusieurs autres ouvrages qui n'ont pas survécu[74],[75],[76].